# Erythropodium caribaeorum
Erythropodium caribaeorum är en korallart som först beskrevs av Duchassaing och Giovanni Michelotti 1860.  Erythropodium caribaeorum ingår i släktet Erythropodium och familjen Anthothelidae. Inga underarter finns listade i Catalogue of Life.

## Bildgalleri

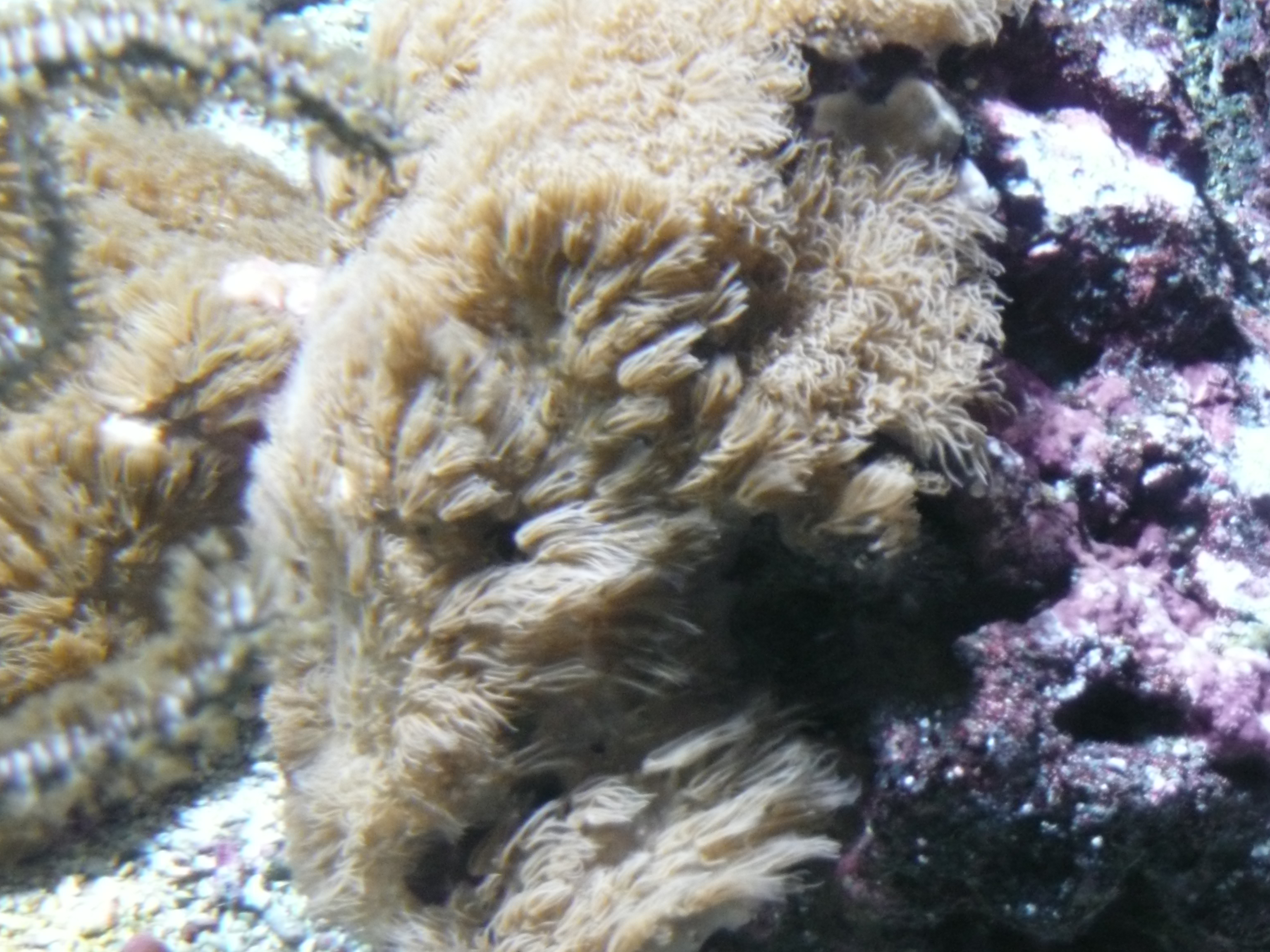